# Flat-coated retriever
A flat-coated retriever[Nota], oriunda do Reino Unido, é uma raça de cães do tipo retriever criada no século XIX através de cruzamentos entre cães terra-nova e cães do tipo setter. Popular até a virada do século XX, perdeu espaço para os golden e labrador retrievers, chegando quase à extinção na Segunda Guerra Mundial. Sua popularidade foi reconquistada como animal de trabalho, enquanto perito em levantamento e recolhimento de caça, e companhia. Podendo chegar aos 36 kg, tem seu temperamento classificado como meigo, afável e sociável, além de seu adestramento ser considerado fácil. Sua pelagem longa e lisa, apresenta-se nas cores preta ou chocolate, o que o tornou, para alguns, um belo cão de estimação.